# Szentek élete (Zalka–Zsihovics–Debreczeni)
A Zalka–Zsihovics–Debreczeni-féle Szentek élete egy nagy terjedelmű 19. századi hagiográfiai mű.

## Leírás
A magyar nyelvű Szentek élete című művek között mindmáig legnagyobb terjedelemmel bíró alkotás 1859 és 1876 között jelent meg Egerben és Budapesten Zalka János, Zsihovics Ferenc, és Debreczeni János tollából. A nagy alakú mű terjedelme több mint 2100 oldal, tartalma több ezer szentként tisztelt személy életrajza naptári sorrend szerint. A mű sem fakszimile, sem elektronikus kiadással máig nem rendelkezik.

## A mű kötetei
| Kötetszám | Oldalszám | Megjelenési idő | Szerző           |
| --------- | --------- | --------------- | ---------------- |
| I.        | 312 oldal | 1859            | Zalka János      |
| II.       | 484 oldal | 1863            | Zsihovics Ferenc |
| III.      | 264 oldal | 1866            | Zsihovics Ferenc |
| IV.       | 445 oldal | 1868            | Zsihovics Ferenc |
| V.        | 658 oldal | 1876            | Debreczeni János |

## Egyéb hivatkozások
- https://www.antikvarium.hu/aukcio/index.php?t=cd&bid=1162830&aid=32588